# Brachylinga xanthoperna
Brachylinga xanthoperna är en tvåvingeart som beskrevs av Irwin och Webb 1992. Brachylinga xanthoperna ingår i släktet Brachylinga och familjen stilettflugor. Inga underarter finns listade.